# Selpőc
Selpőc (1887-ig Selpicz, szlovákul Šelpice) község Szlovákiában, a Nagyszombati kerületben, a Nagyszombati járásban.

## Fekvése
Nagyszombattól 8 km-re északnyugatra fekszik.

## Története
A község területe már a kőkorszakban is lakott volt, a régészek számos emléket találtak itt ebből az időből.
A település első írásos említése 1249-ből, Vencel cseh király okleveléből származik. Története szorosan kapcsolódik a közeli Vöröskő várához, melyet III. Béla király leánya, Přemysl Ottokár cseh király özvegye, Konstancia építtetett 1230 körül. 1530-ban a török felégette a falut, melynek lakossága elmenekült és csak 1539-ben telepítették újra, amikor a vár a Fuggerek birtoka lett. A 16. században délről sok, a török elől menekülő horvát érkezett a településre. 1777-ben Selpőcnek 356 lakosa volt és a lakosság száma egészen 1831-ig emelkedett, amikor a kolera 34 lakos életét követelte.
Vályi András szerint "SELPITZ. Tót falu Pozsony Várm. földes Ura Gr. Pálfy Uraság, lakosai katolikusok, fekszik Bogdanótzhoz nem meszsze, mellynek filiája; 3 nyomásbéli határja középszerű, legelője, réttye kevés, fát más hegyekből nyernek az Uraságtól." 
Fényes Elek szerint "Szelpicz, tót falu, Poson most F.-Nyitra vármegyében, Szuhához 1 fertálynyira: 382 kath. lak., bortermesztéssel, s jó szántóföldekkel. F. u. gróf Pálffy Ferencz. Ut. post. Nagy-Szombat." 
Pozsony vármegye monográfiája szerint "Selpőcz, a nagyszombat–kuti helyi érdekü vasútvonal mentén fekszik. Tót kisközség, 79 házzal és 493 róm. kath. vallású lakossal. Hajdan e község a bogdanóczi, klucsováni és a nemecsei birtoktestnek volt a része, melynek a XV. század közepén az Ulma család volt az ura. Korábbi birtokosául már 1283-ban a Rathold nemzetséget ismerjük, melynek tagjai e birtokon osztozkodnak. E nemzetség révén tartozik régi birtokosai közé a Kazai Kakas család. Ez időben Slpe volt a neve. 1438-ban Albert királytól kapták az Ulma családbeliek a helység egy részét. 1536-ban a vöröskői uradalomhoz csatolták és ekkor puszta helyként van említve, hova csak néhány év mulva kezdtek ismét lakosok telepedni. Később zálogjogon a Révayaké, de 1596-ban Pálffy Miklós báró magához váltja. 1627-ben a Pálffyak itt vámjogot nyertek II. Ferdinándtól. A Pálffyak maradtak mindvégig az urai és ma is id. Pálffy János grófnak van itt nagyobb birtoka. A hagyomány a Rákóczy-korból a következő tót verset tartja fönn: „Rákóczy, Bercsényi bol naš stric, – Hodivau na hodi do Selpic”. Vagyis: Rákóczy, Bercsényi bátyánk volt, – Selpiczre búcsúra eljárt volt. Tény, hogy Bercsényi Miklós, mint egyik leveléből is kitünik, 1704 deczember 24-én itt tartózkodott. Temploma nincs a községnek. A fentebb említett Nemecsének, a hajdani uradalomnak a nevét ma már csak egy dűlőnév tartja fenn. A község postája, távírója és vasúti állomása Bogdány-Selpőcz."
A trianoni békeszerződésig Pozsony vármegye Nagyszombati járásához tartozott.

## Népessége
| Év:            | 1994. | 2004.   | 2014.    | 2024.   |
| -------------- | ----- | ------- | -------- | ------- |
| Emberek száma: | 582   | 589     | 867      | 901     |
| Eltérés:       |       | +1,20 % | +47,19 % | +3,92 % |

| Év:            | 2023. | 2024.   |
| -------------- | ----- | ------- |
| Emberek száma: | 905   | 901     |
| Eltérés:       |       | -0,44 % |

1910-ben 550, túlnyomórészt szlovák lakosa volt.
2001-ben 554 lakosából 550 szlovák volt.
2011-ben 770 lakosából 735 szlovák.

## Nevezetességei
Krisztus Király tiszteletére szentelt római katolikus temploma 1946-ban épült. Bogdány filiája.

## Külső hivatkozások
- Hivatalos oldal
- E-obce.sk Archiválva 2009. május 17-i dátummal a Wayback Machine-ben
- Községinfó
- Selpőc Szlovákia térképén
- Tourist-channel.sk